# Attila Dreschler
Attila Dreschler (ur. 17 lipca 1980) – węgierski zapaśnik walczący w stylu klasycznym. Zajął siódme miejsce na mistrzostwach Europy w 2009. Dziewiąty w Pucharze Świata w 2006 roku.
Mistrz Węgier w 2003 i 2004 roku.